# Zbylutów
Zbylutów est une localité polonaise de la gmina et du powiat de Lwówek Śląski en voïvodie de Basse-Silésie.

## Histoire
De 1816 à 1945, Deutmannsdorf fait partie de l'arrondissement de Löwenberg-en-Silésie dans le district de Liegnitz au sein de la province de Silésie.